# 토산 호씨
토산 호씨(兎山胡氏)는 황해북도 토산군을 본관으로 하는 한국의 성씨이다.

## 역사
호종적(胡從迪)은 고려조에 검교신호위상장군(檢校神虎衛上將軍) 행(行) 중랑장(中郎將)을 역임하였고, 2세 호인영(胡仁穎)은 시군기소감(試軍器少監) 지다방사(知茶房事)를 역임하였다. 호인영은 검교신호위대장군(檢校神虎衛大將軍) 행 산원(散員) 김선영(金善英)의 딸과 결혼해서 호진경(胡晋卿)을 두었다. 
3세 호진경(胡晋卿, 1107년 ~ 1160년)은 16세에 남성시(南省試)에 합격하고, 22세에 예부시(禮部試)에 급제하여 벼슬은 시합문지후(試閤門祗候)에 이르렀다. 합문지후(閤門祗候) 황보정(皇甫靖)의 딸과 결혼하여 3남 3녀를 낳았다.